# Gaius Bruttius Praesens (Konsul 246)

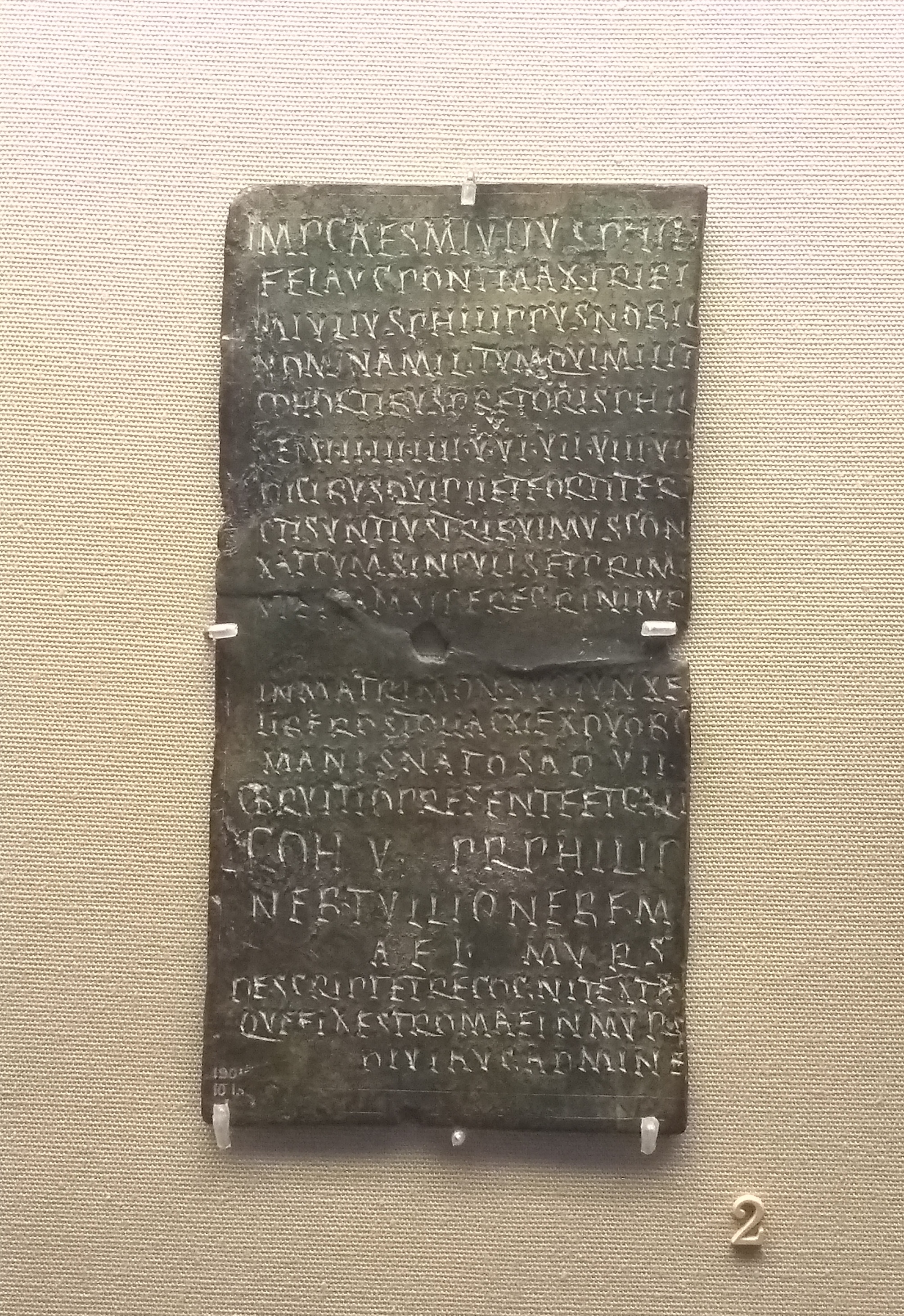
Das Militärdiplom

Gaius Bruttius Praesens war ein römischer Politiker und Senator.
Bruttius war ein Mitglied der patrizischen gens Bruttia aus Lukanien. Er war wohl der Sohn des Gaius Bruttius Praesens, der im Jahr 217 Konsul war. Wahrscheinlich war Bruttia Crispina, die mit Kaiser Commodus verheiratet war, seine Großtante. Im Jahr 246 wurde Bruttius ordentlicher Konsul; er ist in dieser Funktion durch drei Militärdiplome belegt. Seine weitere Beamtenlaufbahn ist unbekannt.